# شيفيرفيل
شيفيرفيل هي، في كندا، تقع في Caniapiscau Regional County Municipality ‏، بلغ عدد سكانها 213 نسمة وذلك حسب إحصائيات سنة 2011.

## الموقع
تشترك في الحدود مع:
- لاك واتشر.

## المناخ
يظهر الجدول التالي التغييرات المناخية على مدار السنة لشيفيرفيل:
| البيانات المناخية لـشيفيرفيل       | البيانات المناخية لـشيفيرفيل | البيانات المناخية لـشيفيرفيل | البيانات المناخية لـشيفيرفيل | البيانات المناخية لـشيفيرفيل | البيانات المناخية لـشيفيرفيل | البيانات المناخية لـشيفيرفيل | البيانات المناخية لـشيفيرفيل | البيانات المناخية لـشيفيرفيل | البيانات المناخية لـشيفيرفيل | البيانات المناخية لـشيفيرفيل | البيانات المناخية لـشيفيرفيل | البيانات المناخية لـشيفيرفيل | البيانات المناخية لـشيفيرفيل |
| الشهر                              | يناير                        | فبراير                       | مارس                         | أبريل                        | مايو                         | يونيو                        | يوليو                        | أغسطس                        | سبتمبر                       | أكتوبر                       | نوفمبر                       | ديسمبر                       | المعدل السنوي                |
| ---------------------------------- | ---------------------------- | ---------------------------- | ---------------------------- | ---------------------------- | ---------------------------- | ---------------------------- | ---------------------------- | ---------------------------- | ---------------------------- | ---------------------------- | ---------------------------- | ---------------------------- | ---------------------------- |
| الدرجة القصوى °م (°ف)              | 5.1 (41.2)                   | 5.1 (41.2)                   | 9.4 (48.9)                   | 13.1 (55.6)                  | 28.3 (82.9)                  | 34.3 (93.7)                  | 31.7 (89.1)                  | 28.7 (83.7)                  | 26.7 (80.1)                  | 20.6 (69.1)                  | 9.8 (49.6)                   | 5.0 (41.0)                   | 34.3 (93.7)                  |
| متوسط درجة الحرارة الكبرى °م (°ف)  | −19.2 (−2.6)                 | −17 (1)                      | −9.7 (14.5)                  | −1.0 (30.2)                  | 5.9 (42.6)                   | 13.4 (56.1)                  | 17.1 (62.8)                  | 16.1 (61.0)                  | 9.6 (49.3)                   | 1.6 (34.9)                   | −6.0 (21.2)                  | −15.7 (3.7)                  | −0.4 (31.3)                  |
| المتوسط اليومي °م (°ف)             | −24.5 (−12.1)                | −22.8 (−9.0)                 | −15.9 (3.4)                  | −7.2 (19.0)                  | 1.0 (33.8)                   | 8.2 (46.8)                   | 12.2 (54.0)                  | 11.4 (52.5)                  | 5.9 (42.6)                   | −1.4 (29.5)                  | −9.8 (14.4)                  | −20.5 (−4.9)                 | −5.3 (22.5)                  |
| متوسط درجة الحرارة الصغرى °م (°ف)  | −29.8 (−21.6)                | −28.5 (−19.3)                | −22.2 (−8.0)                 | −13.3 (8.1)                  | −4.0 (24.8)                  | 3.0 (37.4)                   | 7.3 (45.1)                   | 6.6 (43.9)                   | 2.3 (36.1)                   | −4.3 (24.3)                  | −13.5 (7.7)                  | −25.3 (−13.5)                | −10.2 (13.6)                 |
| أدنى درجة حرارة °م (°ف)            | −48.3 (−54.9)                | −50.6 (−59.1)                | −45 (−49)                    | −36.1 (−33.0)                | −23.3 (−9.9)                 | −7.8 (18.0)                  | 0.0 (32.0)                   | −3.3 (26.1)                  | −9.4 (15.1)                  | −19.4 (−2.9)                 | −35.6 (−32.1)                | −47.2 (−53.0)                | −50.6 (−59.1)                |
| الهطول مم (إنش)                    | 49.7 (1.96)                  | 29.7 (1.17)                  | 49.8 (1.96)                  | 56.4 (2.22)                  | 50.3 (1.98)                  | 76.6 (3.02)                  | 96.2 (3.79)                  | 82.5 (3.25)                  | 114.6 (4.51)                 | 74.7 (2.94)                  | 63.5 (2.50)                  | 48.1 (1.89)                  | 792.1 (31.19)                |
| معدل هطول الأمطار مم (إنش)         | 0.26 (0.01)                  | 0.29 (0.01)                  | 1.4 (0.06)                   | 9.0 (0.35)                   | 26.1 (1.03)                  | 69.2 (2.72)                  | 96.1 (3.78)                  | 81.9 (3.22)                  | 103.0 (4.06)                 | 24.5 (0.96)                  | 4.5 (0.18)                   | 0.73 (0.03)                  | 416.98 (16.41)               |
| متوسط تساقط الثلوج سم (إنش)        | 70.6 (27.8)                  | 60.6 (23.9)                  | 66.6 (26.2)                  | 50.5 (19.9)                  | 22.4 (8.8)                   | 6.0 (2.4)                    | 0.1 (0.0)                    | 0.3 (0.1)                    | 11.1 (4.4)                   | 55.2 (21.7)                  | 66.6 (26.2)                  | 76.6 (30.2)                  | 486.6 (191.6)                |
| متوسط أيام هطول الأمطار (≥ 0.2 mm) | 16.5                         | 13.8                         | 16.5                         | 15.7                         | 16.0                         | 17.1                         | 18.9                         | 17.8                         | 21.4                         | 21.7                         | 20.8                         | 19.1                         | 215.2                        |
| متوسط الأيام الممطرة (≥ 0.2 mm)    | 0.15                         | 0.54                         | 0.85                         | 3.3                          | 8.8                          | 15.4                         | 18.9                         | 17.8                         | 19.0                         | 7.6                          | 2.3                          | 0.58                         | 95.1                         |
| متوسط الأيام المثلجة (≥ 0.2 cm)    | 16.6                         | 13.6                         | 17.0                         | 13.9                         | 10.6                         | 4.2                          | 0.23                         | 0.25                         | 5.9                          | 18.4                         | 20.8                         | 19.1                         | 140.7                        |
| ساعات سطوع الشمس الشهرية           | 86.2                         | 122.3                        | 153.2                        | 185.2                        | 199.8                        | 185.4                        | 196.9                        | 177.4                        | 90.5                         | 61.3                         | 49.6                         | 58.9                         | 1٬566٫6                      |
| نسبة وصول أشعة الشمس               | 35.3                         | 44.8                         | 41.8                         | 43.9                         | 40.1                         | 35.9                         | 38.0                         | 38.3                         | 23.6                         | 18.8                         | 19.5                         | 25.9                         | 33.8                         |
| المصدر: Environment Canada         |                              |                              |                              |                              |                              |                              |                              |                              |                              |                              |                              |                              |                              |

## أعلام
- أشلي سلاتر
- كلود ماكنزي